# نیازبان
نیا-زبان در مدل درختی زبان‌شناسی تاریخی نیای مشترک زبان‌هایی است که یک خانوادهٔ زبانی را تشکیل می‌دهند.
در اغلب موارد، نیا-زبان به طور مستقیم آشکار نیست. در این دست موارد، می‌توان با مقایسه اعضای گوناگون خانواده زبانی به روش مقایسه‌ای آن را بازسازی کرد. سطح تکاملی که در فرایند بازسازی به دست می‌آید متغیر است، و به میزان کامل بودن شواهد از زبان‌های آن نسل و نیز به کیفیت تلاش زبان‌شناسانی که بر روی آن کار می‌کنند بستگی دارد. از جملهٔ برخی از پوروا-زبان‌های بی‌گواه (تصدیق‌نشده در منابع به‌جامانده) که برایشان بازسازی به کار رفته، می‌توان به زبان نیاهندواروپایی، زبان نیااورالی، و زبان نیادراویدی،زبان لاتین،زبان نیاسامی،زبان نیاچینی-تبتی اشاره کرد.
در موارد دیگر، نیا-زبان در متون به‌جامانده گواهی و تصدیق شده‌است. برای نمونه، لاتین، نیا-زبانِ خانوادهٔ زبان رومی است که زبان‌های نوینی همچون فرانسوی، ایتالیایی، اسپانیایی، پرتغالی، و رومانیایی را شامل می‌شود. به همین ترتیب، زبان نیا-نورسی، نیای زبان‌های اسکاندیناویایی نوین، در کتیبه‌های رونی، هرچند به صورت ناقص اما گواهی و تصدیق شده‌است. اگرچه امروزه کتیبه‌های هندوآریایی خیلی قدیمی وجود ندارند، اما زبان‌های هندوآریایی هند همگی به سانسکریت ودایی (یا گویش‌های بسیار نزدیک به آن) مربوط هستند، که در متون به تواتر رسیده از سنت‌های گفتاری و نوشتاری، در طول سده‌های بسیار حفظ شده است.
نخستین کسی که بازسازی سامان‌مند نیا-زبان بی‌گواه را پیشنهاد کرد، آگوست شلیچر بود که در سال ۱۸۶۱ این کار را برای زبان نیا-هندواروپایی انجام داد.